# المركز السعودي للتحكيم التجاري
المركز السعودي للتحكيم التجاري هو منشأة غير ربحية تأسس بقرار مجلس الوزراء السعودي في أبريل 2014، يتبع مجلس الغرف التجارية والصناعية، ويتولى الإشراف على إجراءات التحكيم في المنازعات التجارية والمدنية ذات الصلة التي يتفق أطرافها على تسويتها تحكيميًا لدى المركز، ولا يختص بالمنازعات المتعلقة بقضايا الأحوال الشخصية والقضايا الإدارية والجزائية وما لا يجوز الصلح فيه.

## المهام
- إدارة إجراءات التحكيم.
- إعداد قائمة بأسماء المحكمين في مجال اختصاصه.
- وضع معايير استرشادية لتحديد أتعاب المحكمين المقيدين في المركز ومصروفاتهم.
- تقديم التدريب والتأهيل في مجال التحكيم.
- نشر ثقافة التحكيم، ودعم الأنشطة البحثية فيها.
- المشاركة في تمثيل المملكة في مجال التحكيم التجاري محلياً ودولياً.

## الرؤية
أن يكون المركز السعودي للتحكيم التجاري الخيار الإقليمي المفضل لبدائل تسوية المنازعات في عام 2030م.

## الرسالة
يلتزم المركز السعودي للتحكيم التجاري بتقديم خدمات مهنية وشفافة وسريعة لبدائل تسوية المنازعات، مستوحاة من الشريعة الإسلامية، وفق أفضل المعايير الدولية، ويساهم في رفع مستوى الوعي في هذا المجال، لإنشاء بيئة آمنة جاذبة للإستثمار المحلي والأجنبي.

## الفائدة من المركز

### سرعة تسوية المنازعات ومرونة الإجراءات
تعتبر بدائل تسوية المنازعات أسرع من الطرق التقليدية في فض المنازعات، ولذا اهتم المركز بوضوح ومرونة الإجراءات للخدمات المقدمة للمستفيدين لضمان السرعة والفاعلية.

### تشجيع الاستثمارات
يعتبر التحكيم من أكثر الوسائل تفضيلاً لدى المستثمرين لتسوية المنازعات. ولذا يهدف المركز إلى خلق بيئة نظامية آمنة وجاذبة للإستثمار الأجنبي والمحلي في المملكة العربية السعودية، وذلك بإزالة العقبات والصعوبات فيما يتعلق بتسوية المنازعات التجارية بين الأطراف.

### تأهيل الكفاءات وتوطين صناعة تسوية المنازعات
يهدف المركز إلى تأهيل الكفاءات الوطنية في مجالات تسوية المنازعات، وذلك بتقديم الدورات التدريبية وإقامة الفعاليات التثقيفية واللقاءات مع أبرز الشخصيات المحلية والعالمية المهتمة في المجال.

### السرية والخصوصية
تتميز وسائل تسوية المنازعات بحمايتها لسرية المدونات وخصوصيتها. وقد نصّت قواعد المركز على ذلك حفاظًا على سرية المعلومات.

## المؤتمر السعودي للقانون
قدم المركز السعودي للتحكيم التجاري في عام 2021م، محاضرة باسم «التحكيم المؤسسي بين حقيقة المصطلح والواقع العملي في المنطقة»، ضمن فعاليات النسخة الثالثة من المؤتمر السعودي للقانون.
تأتي المشاركة في المؤتمر، في إطار الجهود التي يبذلها المركز في سبيل نشر ثقافة التحكيم في المجتمع القانوني السعودي، والمشاركة في تمثيل المملكة في مجال التحكيم محليًّا ودوليًّا، بوصفه الأيقونة الوطنية لهذه الصناعة وانطلاقًا من سعيه الحثيث إلى أن يصبح المرجع المعياري للتحكيم في المنطقة.
وعلى مدار خمسة أيام، ناقش المؤتمر في ثماني جلسات و16 ورشة عمل محاور عدة، هي: الأطر القانونية لتحفيز النمو الاقتصادي، والوضع التشريعي الراهن في صناعة الطاقة المتجددة، والتحديات القانونية لتشريعات التمويل والحلول القانونية المقترحة، والقطاعات القانونية الناشئة. ويُعقَد المؤتمر في كل عام تحت شعار: «تعزيز بيئة أعمال مستدامة وشاملة»، ويُعَد منصة قانونية يلتقي على متنها خبراء الصناعة القانونية بالمملكة العربية السعودية والمهتمين بها، من مكاتب محاماة، ومستشارون داخليون، ورؤساء تنفيذيون، وأصحاب ورواد الأعمال، وغيرهم.

## أكاديمية SCCA
أُطْلِقت الأكاديمية في عام 2022م، بهدف تطوير ممارسي بدائل تسوية المنازعات، لبناء نخبة من المهنيين الممارسين للبدائل في منطقة الشرق الأوسط، وتعزيز تنافسية ممارسيها العرب في المؤسسات والمحافل الدولية ذات الصلة.

## روبط خارجية
- المركز السعودي للتحكيم التجاري (الموقع الرئيسي)